# Vitbalansering
Se även Vitbalans.
Vitbalansering - För att en videoinspelning ska visa någorlunda rätt färger vid uppspelning kan videokameran som registrerar bilden ibland behöva vitbalanseras före påbörjad inspelning. Det är ofta stor skillnad mellan färgtemperaturen på inomhusbelysning och utomhusljus vilket märks tydligt om videokameran är inställd på ett felaktigt sätt, d.v.s. felaktigt vitbalanserad.
Vanliga traditionella filmkameror kan inte färgbalanseras på samma sätt som en videokamera, vid arbete med film får man utgå från möjligheterna att ljussätta med andra ljuskällor/färgfilter eller välja en typ av film som är anpassad till inspelningsförhållandena.